# 伊尔夫·比莫拉斯
欧文·比莫拉斯（英語：Irving Bemoras，1930年11月18日—2007年11月1日），美国NBA联盟前职业篮球运动员。